# SFR
« SFR » redirige ici. Pour les autres significations, voir SFR (homonymie).
 (avril 2025).
Ne doit pas être confondu avec Société française radio-électrique.
La Société française du radiotéléphone ou SFR, est un opérateur de télécommunications français créé le 18 novembre 1987. Devenu filiale du groupe Altice France de Patrick Drahi, SFR est chronologiquement le deuxième des quatre opérateurs de téléphonie nationaux privés français.
L'entreprise est une filiale de la Compagnie générale des eaux et créée en 1987. Le groupe Vivendi, lui-même appartenant au groupe Bolloré, contrôle son capital en totalité depuis l'année 2011, puis l'entreprise est rachetée par le groupe Altice en 2014, pour former le groupe Numericable-SFR.
Le 11 octobre 2011, l'opérateur lance « Les séries RED de SFR », pour concurrencer directement Free sur le marché des télécom français, la marque devenant ensuite RED by SFR.
En 2016, le groupe de télécom, média et publicité est formé sous le titre SFR Group. Dès lors, la marque Numericable n'est utilisée que pour son bouquet de chaînes de télévision. Fin 2017, SFR est provisoirement le deuxième opérateur français en parts de marché, derrière Orange ; la société compte à cette période, 14,378 millions de clients abonnés au mobile, 5,943 millions de foyers abonnés à Internet, dont 2,231 millions de foyers abonnés au très haut débit ainsi que plus de 250 opérateurs souscripteurs et 150 000 entreprises et administrations,. En mai 2017, le groupe Altice annonce son intention de regrouper la plupart de ses activités sous son seul nom. Dans le cadre de ce regroupement, la marque SFR doit être associée à Altice. Dès lors, le 11 octobre 2017, le réseau mobile SFR prend le nom « SFR Altice », comme transition vers la marque Altice. Toutefois, cette décision est abandonnée en mars 2018, à la suite des déboires du groupe parmi lesquels la forte chute de l'action boursière et des résultats financiers de SFR, en 2017.
À la suite de médiocres résultats commerciaux et d'opérations ou décisions stratégiques controversées, la maison mère Altice dirigée par Patrick Drahi accumule en 2024, plus de 60 milliards de dettes; une situation affectant considérablement la valeur du groupe et de ses filiales.
En avril 2025, la presse financière estime que le groupe Altice prépare la vente de l'opérateur SFR,,.
Le 21 mai 2025, il est annoncé que SFR pourrait être prochainement en procédure de sauvegarde et que les clients SFR risquent de basculer chez un autre opérateur si cela est fait, d'après l'Autorité de la concurrence qui annonce : « qu'elle n'est pas fermée à l'idée de se retrouver à 3 opérateurs au lieu de 4 habituellement, mais que cela dépendait fortement du dossier, s'il est jugé sérieux, et que cela dépendrait des enjeux, mais pas que… »,,.
Le 16 juin 2025, l'opérateur subit une panne nationale privant l'ensemble de ses abonnés fixe et réseau mobile ainsi que d'Internet, pendant toute une journée.

## Historique

### Origines dans le radiotéléphone
La Société française du radiotéléphone est créée en 1987 par la Compagnie générale des eaux, notamment sous la direction de Richard Lalande et d'Alain Bravo. La SFR propose à ses clients, son service de radiotélécommunications analogique « SFR NMT » conforme à la norme suédoise NMT, en concurrence avec le service Radiocom 2000 de son concurrent France Télécom. Le 15 décembre 1992, sous la présidence de Philippe Glotin, SFR inaugure le deuxième réseau GSM de téléphonie mobile français dit 2G.

### Groupe SFR-Cegetel

Logo du groupe SFR-Cegetel

En 1996, la Compagnie générale des eaux, réorganise, sous la direction de Philippe Germond, ses activités de télécommunications en créant avec un consortium d'autres actionnaires (Mannesmann, British Telecom, SBC) un nouveau groupe d'abord baptisé Cegetel (Compagnie générale de télécommunication) puis SFR-Cegetel. Ce groupe devient l'opérateur privé de téléphonie fixe et mobile, alternatif à France Télécom. Parmi les tous premiers entrants dans le secteur concurrentiel de la téléphonie mobile avec la marque SFR et dans la téléphonie fixe dérégulée avec les marques Cegetel et le « 7 », l'opérateur est également fournisseur d'accès à Internet. Un temps actionnaire d'AOL France, l'entreprise achète en 2000 à Avenir Télécom, son réseau de 160 magasins Phone Shop. Au cours de 8 années d'exercice entre 1999 et 2007, le chiffre d'affaires des activités du groupe est multiplié par 30, par croissance interne. Avec son chiffre d'affaires et sa valeur financière, SFR-Cegetel figure parmi les 40 premiers groupes français.
En 2003, lors de la fusion de Cegetel avec Télécom Développement, opérateur télécom détenu par le groupe SNCF, le groupe SFR-Cegetel devient le principal opérateur privé de télécommunications fixe en France après France Télécom. Le 10 novembre 2004, SFR-Cegetel est le premier opérateur français à commercialiser un abonnement compatible avec son nouveau réseau de téléphonie mobile UMTS dit 3G.

### Groupe SFR
Le 11 mai 2005, le groupe SFR-Cegetel disparaît en tant que tel, à la suite de l'achat par Neuf telecom de sa filiale Cegetel, devenue dès lors, Neuf Cegetel. SFR conserve toutefois 28 % du capital de l'opérateur fixe. Une scission provisoire est réalisée entre SFR et les activités fixes, ou ex-Cegetel, devenues Neuf Cegetel. Le nouveau groupe SFR est dirigé par Frank Esser, jusqu'au 26 mars 2012, date à laquelle Jean-Bernard Lévy, alors PDG de Vivendi prend sa place; lui-même remplacé en juin 2012 par Stéphane Roussel, ancien DRH de SFR. Disposant de ses propres réseaux physiques GSM/GPRS et UMTS/HSDPA, l'opérateur commercialise pour les particuliers, les professionnels et les entreprises, différents services de téléphonie mobile, de données mobile et de services multimédias mobiles en 3G et 3G+ sur le marché français. SFR compte en 2006, environ 3 millions de clients sur son réseau 3G.
En 2006, SFR compte 17,9 millions de clients et 8 000 collaborateurs, deuxième opérateur privé de télécommunications mobiles en France après France Télécom et revendique être le numéro un du marché en ventes nettes pour les nouveaux clients en 2003, 2004 et 2005. En 2007, SFR lance sa première offre ADSL après avoir acheté les activités fixe de Tele2 en France pour 350 millions d'euros.
Au mois d’août 2007, 1 900 salariés de SFR Service Client, principalement des téléconseillers de Lyon, Poitiers et Toulouse, sont transférés à des sous-traitants partenaires (Arvato et Teleperformance), après un conflit social d’une ampleur sans précédent dans l’entreprise.
Le 15 avril 2008, SFR devient l’actionnaire majoritaire de Neuf Cegetel en reprenant les parts du groupe Louis Dreyfus et ainsi, donnant naissance à une nouvelle entité, présente dans la téléphonie fixe, l'accès à Internet (ADSL-FTTH) et la téléphonie mobile (2G, 3G) plus apte à rivaliser avec le groupe Orange, ex France Télécom. Dans la foulée, SFR lance une OPA simplifiée sur les titres flottants en bourse, de la société Neuf Cegetel, en vue de contrôler 100 % de cette société. Cette opération d’une durée de 4 semaines, prend fin le 13 juin 2008 et revient à près de 4,5 milliards d'euros à SFR.
À parti du mois d’octobre 2008, les sites Internet, options et prestations de la marque Neuf Cegetel sont regroupés sous la marque SFR et, par la même occasion, l’ancienne NeufBox 4 est rebaptisée NeufBox de SFR. L'habillage graphique et logo de SFR sont actualisés.
La « NeufBox de SFR » est remplacée en septembre 2012, par « La box de SFR ». À partir du 11 octobre 2011, SFR lance des forfaits d'entrée de gamme low-cost, intitulés les forfaits RED.
Le 4 avril 2011, Vivendi rachète pour huit milliards d'euros les 44 % de SFR possédés par Vodafone et contrôle désormais totalement l'entreprise,. Le 11 septembre 2013, à la suite d'un accord entre Jean-René Fourtou et Vincent Bolloré qui conduit ce dernier au poste de vice-président du conseil de surveillance de Vivendi, la scission de l'entreprise est annoncée, dans le but d'une prochaine introduction en bourse de SFR, laquelle n'a toutefois pas lieu.

### Filiale de Numericable-SFR

Logo du groupe Numericable-SFR

Le 14 mars 2014, le groupe Vivendi contrôlé par le groupe Bolloré entre en négociations exclusives avec Altice (Numericable) pour la vente de l'opérateur SFR. Le 5 avril 2014, Vivendi annonce avoir choisi Altice pour la vente de SFR. D'avril à juin, la filiale d'Altice procède à la levée des fonds nécessaires au paiement d'une partie des 13,5 milliards promis à Vivendi lors de la finalisation de l'accord de rachat de sa filiale télécom, comme l'indique le directeur financier du groupe, Thierry Lemaître. Après l'accord de l'Autorité de la concurrence survenu fin octobre 2014, les deux sociétés (Numericable et SFR) fusionnent fin 2014. Le 27 février 2015, Vivendi annonce vendre ses 20 % de parts restantes à Altice dans le cadre de la fusion entre SFR et Numericable. Le 9 novembre 2015, le groupe annonce le lancement du service de vidéo à la demande Zive et lance une nouvelle box arborant également cette marque. Le 15 février 2016, Numericable Belux devient SFR en Belgique et au Luxembourg.

### Branche télécom de SFR Group puis d'Altice France
En avril 2016, la marque Numericable-SFR disparaît et devient SFR Group. SFR se rapproche du pôle média d'Altice dans la perspective d'une part, de racheter la participation minoritaire de 49 % d'Altice dans NextRadioTV et d'autre part, pour acquérir Altice Media Group. Cette opération donne naissance à trois pôles : SFR Telecom, SFR Média et SFR Publicité.
- SFR Telecom est la branche principale de SFR. En juin 2016, la presse annonce que l'entreprise a perdu un million d’abonnés en un an et qu'elle accuse une perte trimestrielle de 41 millions d’euros au premier trimestre 2016[38]. Elle met également en évidence le considérable endettement du groupe, estimé à 50 milliards[39]. Le 22 juin 2016, Patrick Drahi évoque une situation de sureffectif pour SFR[40]. En août 2016, SFR annonce la suppression de 5 000 postes, soit un tiers de ses effectifs, d'ici à l'année 2019[41].
- SFR Média dirigée par Alain Weill est composée d'un bouquet de 5 chaînes sportives SFR Sport, pour retransmettre notamment les matchs de la Premier League anglaise de football, dont les droits ont été acquis par Altice, ainsi que de la chaîne BFM Sport, consacrée à l'actualité sportive, s'appuyant sur les équipes de la station de radio RMC et de la chaîne locale BFM Paris basée en Île-de-France. Une série dénommée Les Medicis : Maîtres de Florence, avec Dustin Hoffman ainsi qu'une application kiosque SFR Presse commercialisant les titres de presse du groupe, sont également prévues[42].
- SFR Publicité est chargée de la régie commerciale des contenus édités et diffusés pour l'ensemble du nouveau groupe.

En mars 2021, SFR annonce la suppression de 1 700 postes dont 400 en magasins, en raison notamment de la baisse de fréquentation à la suite de la pandémie de covid-19. Le reste de suppressions de postes touche une grande partie des activités Grand public, réseau, B2B, ressource humaine. Les syndicats Unsa, CFDT et CFTC dénoncent un « scandale social, économique et financier ». En mai 2022, SFR annonce le rachat de l'opérateur mobile virtuel (MVNO) Syma. Cette acquisition entre dans le cadre d'une lutte commerciale avec Bouygues pour racheter le plus de MVNO en France afin de réduire la concurrence. En août 2022, Grégory Rabuel quitte Altice France et donc son poste de PDG de SFR et il est remplacé à la présidence, par Mathieu Cocq.
Le 3 septembre 2024, SFR fait l'objet d'une fuite massive de données numériques dont notamment l'IBAN de ses abonnés. Le nombre de clients impactés n'est pas rendu public.
En 2025, la presse française estime que le groupe Altice devrait mettre en vente l'opérateur SFR-RED.

## Activités
Pour le grand public, le groupe commercialise ses offres sous les marques SFR et RED by SFR et pour l'entreprise, sous la marque SFR Business.

### Téléphone fixe et internet
Sur la majeure partie du territoire français, le réseau SFR exploite l'ancien réseau filaire des PTT devenus ultérieurement France Telecom puis, Orange. En novembre 2010, SFR commercialise une Box de nouvelle génération, Neufbox Évolution. En mai 2012, SFRa renomme ses offres Internet et son modem en « La Box de SFR ». Fin 2017, SFR compte 3,711 millions de foyers abonnés au haut débit (DSL) et 2,231 millions de foyers abonnés au très haut débit par câble ou fibre optique soit un total de 5,943 millions abonnés fixe. L'ARPU ou revenu moyen par client s'élève à 36,5 euros pour les services fixes.

#### LaBoxde SFR
La box de SFR ou anciennement Neufbox est un terminal permettant aux abonnés du fournisseur d'accès SFR, d'accéder aux services internet au moyen d'une connexion ADSL. Cet appareil sert principalement de modem ADSL mais il permet aussi à SFR de proposer des services optionnels comme la télévision ou la téléphonie fixe. Les versions ultérieures sont rendues compatibles avec l'ADSL 2+. SFR donne accès en option à sa plateforme nuagique dans sa « box » et ses forfaits de téléphone mobile depuis novembre 2013, permettant à ses clients de sauvegarder une partie de leurs données individuelles sur des serveurs gérés par l'opérateur. En novembre 2013, SFR lance son « décodeur TV SFR avec Google Play », offre commerciale destinée principalement aux abonnés ADSL pas éligibles à la télévision par internet. Ce service permet de recevoir les chaînes de la TNT, propose les services de rattrapage et de vidéo à la demande des box antérieures et intègre les services de Google. En mai 2014, SFR présente une nouvelle offre « premium », avec un terminal internet destiné aux clients plus fortunés de l’opérateur téléphonique, associé à un service domotique, de surveillance à distance de leur résidence. Cette offre lancée le 3 juin 2014, permet à tous les abonnés d'accéder à certains contenus : sport, musique, cinéma, séries, jeux, information routière et presse. En complément, SFR commercialise un service domotique de contrôle intelligent de l'habitation, permettant aux abonnés de recevoir des alertes concernant le détecteur de fumée ou la caméra installés à leur domicile. Depuis octobre 2014, Netflix est disponible sur la box SFR.

#### La Box Fibre de SFR
Le 18 novembre 2014, SFR annonce le lancement de sa nouvelle box La Box Fibre, censée cibler les 8,6 millions de foyers potentiels éligibles du réseau Numericable. Elle reprend l'ensemble des services disponibles sur la box fibre de Numericable. Incompatible avec les réseaux en fibre optique FTTH (réseau 100 % fibre optique jusque dans la prise abonné dans l'habitation), le groupe annonce proposer à terme, une box capable de fonctionner à la fois avec le câble et la fibre classique. En février 2022, SFR propose une nouvelle box nommée Box SFR 8X avec un débit fibre de 10 Gb/s descendant et 10 Gb/s ascendant. La SFR 8X intègre technologie XGS-PON conforme aux réseaux FTTH français.

#### La Box THD 4K
En novembre 2015, SFR lance « La Box Fibre Zive » reservée uniquement durant quelques mois aux clients raccordés au câble et pouvant aller jusqu'à 1 Gb/s en débit descendant et 200 Mb/s montant. Ce terminal possède un décodeur graphique 4K, un disque dur de 500 Go et la compatibilité avec le protocole NFC pour la communication avec les smartphones. SFR lance à cette occasion, un service de vidéo à la demande par abonnement (SVOD) appelé Zive avec un catalogue initialement constitué de 5 000 films et séries devant être étendu à 10 000 titres en six mois puis 15 000 titres au bout d'une année,.
Depuis le 1er juin 2016, la réglementation contraint Numericable SFR à préciser la nature exacte de la terminaison, fibre optique ou coaxial. Depuis le rachat par Numericable, SFR a essentiellement commercialisé l'accès au câble - FTTB - en mentionnant pourtant le mot fibre et non de la fibre optique 100 % FTTH ; la box doit dès lors être renommée « La Box THD 4K ».

### Téléphonie mobile
Le groupe compte, fin 2017, 14,378 millions de clients mobile. L'ARPU ou revenu moyen par client s'élève à 22,6 euros pour l'activité mobile. Depuis le 24 mars 2017, la 4G illimitée est proposée aux clients box internet souscrivant un forfait mobile Power via la formule SFR Family.

### SFR Business
Le 20 septembre 2008, SFR Entreprise devient SFR Business Team, lors de l'achat de Neuf Cegetel par SFR, opérateur professionnel commercialisant des service mobiles et fixes à destination de entreprises.
En 2012, SFR Business Team s’associe avec Bull pour bénéficier de subventions et soutien du gouvernement pour le déploiement d'une infrastructure d'application et de sauvegarde en ligne cloud computing à vocation nationale et européenne. Le capital de la nouvelle société Numergy est réparti entre SFR (47 %), Bull (20 %) et la Caisse des dépôts et consignations, via le FSN PME (33 %)[source secondaire souhaitée]. Entre avril et décembre 2014, SFR lance le déploiement de la plateforme Cloudera Enterprise Data Hub. Le 18 septembre 2015, SFR Business Team devient SFR Business.

## Couverture du réseau

### En France métropolitaine

#### Téléphonie mobile
SFR affirme en 2010 couvrir 99,6 % de la population française en GSM/GPRS, 98,6 % en 3G/3G+ et de disposer de plus de 4 millions de points SFR WiFi. Pour son réseau 3G+, SFR exploite la technologie HSPA censée optmiser les débits par rapport à ceux obtenus avec la norme 3G. Ces dispositifs permettent d'atteindre des débits théoriques maximums de 14,4 Mbit/s descendant et 5,8 Mbit/s montant. Dès 2012, le réseau de SFR peut exploiter les différents niveaux de débits de la norme HSDPA, soit de 1,8 Mbit/s jusqu'à 14,4 Mbit/s descendant et jusqu'à 5,8 Mbit/s montant avec la norme HSUPA, des performances accessibles en fonction de l'appareil téléphonique utilisé. Pour compléter son réseau 3G, SFR propose depuis novembre 2011 des femtocells sous le nom commercial SFR FEMTO, constituant ainsi un réseau 3G local dans l'habitation des abonnés bénéficiant d'un accès Internet haut débit de minimum 512 kb/s.
SFR lance en 2012 la 2G et la 3G/3G+ dans le métro parisien ainsi que dans le tunnel sous la manche et met à jour son application SFR Wifi en y intégrant SFR Auto Connect : service pour concurrencer l'EAP Sim de Free. En octobre 2012, SFR et la RATP lancent la 3G+ dans les gares RER A de Châtelets-les Halles et Paris-Gare-de-Lyon. Le débit de 14,4 Mbit/s, est largement déployé et était disponible, à fin 2010, dans 92 % de son réseau.
Début 2014, SFR et Bouygues Telecom signent un accord de mutualisation d’une partie de leurs réseaux d’accès mobiles. L'accord prévoit le déploiement d'un réseau partagé sur une zone représentant 57 % de la population, soit l’ensemble du territoire à l'exception des 32 plus grandes agglomérations comptant plus de 200 000 habitants ainsi que les zones blanches. Pour assurer une couverture plus performante en très haut débit mobile, SFR poursuit l’extension de la technologie Dual Carrier, couvrant ainsi plus de 70 % de la population et censée doubler les débits descendants.

#### 4G

4G de SFR

SFR déploie à partir de fin 2012, son propre réseau 4G (LTE) accessible à Lyon puis à Montpellier et dans le secteur de La Défense Puteaux, Courbevoie avant de l'étendre à l'instar d'Orange, dans d'autres grandes agglomérations. Si 400 antennes SFR sont nécessaires pour couvrir Paris en 3G, il en faut moins pour la 4G laquelle exploite des fréquences plus basses à 800 MHz et de plus grande portée, en complément du réseau à 2 600 MHz. Le 27 août 2013, l'opérateur officialise l'ouverture de son réseau 4G sur Paris annonçant une couverture intégrale de la capitale dès fin 2013. Début 2017, la couverture de la 4G LTE en France métropolitaine atteint 81 %, et SFR réalise en 2016, le plus important déploiement d'antennes mobiles pour cette période. À la fin du deuxième trimestre de 2018, l'opérateur annonce couvrir 97 % de la population française en 4G.

#### 5G
En 2018, SFR prépare l’arrivée de la 5G (LTE - B), notamment avec des expérimentation à Nantes et Toulouse. En 2023, SFR déclare avoir déployé environ 12000 antennes 5G, dont une moitié sur la gamme 3,5 Ghz et l'autre sur les canaux en 2,1 Ghz.

#### Antennes relais
Au 30 septembre 2021, SFR contrôle 17 % des antennes 5G commercialisées sur le territoire français, soit environ 5934 antennes[source secondaire souhaitée]. SFR se positionne sur la bande 3,5 GHz et 2,1 GHz, comme les autres opérateurs avec 53 % de ses antennes (3 135) positionnées sur la bande 2,1 GHz et 47 % (2 819) sur la bande 3,5 GHz.

#### Fibre optique
En octobre 2013, SFR et Orange signent à Lille les deux premières conventions « France très haut débit » pour le déploiement de la fibre optique.

### Dans les DROM-COM
À La Réunion et à Mayotte, la Société réunionnaise du radiotéléphone SRR est détenue par SFR. En Guadeloupe, en Martinique et en Guyane, SFR Caraïbe (Outremer Telecom) est détenu par Numericable-SFR. Le 7 avril 2015, la marque Only disparaît des Antilles au profit de SFR Caraïbe.

### International
En Belgique et au Luxembourg, l'opérateur SFR Belux ex- Numericable Belux, est controlé par le groupe SFR jusqu'en 2016. La filiale est revendue en décembre 2016, à Telenet Group.

## Organisation

### Gouvernance
La Direction générale de la Société, qui est dissociée des fonctions de Président depuis le 27 novembre 2014, a été exercée par Éric Denoyer sur l’année 2015 et jusqu’au 7 janvier 2016, date à laquelle Éric Denoyer démissionne et est remplacé à titre provisoire par Michel Combes. Les fonctions de président du conseil d’administration et de directeur général sont jointes depuis la constitution de la société. Lors de l’acquisition de SFR par Numericable Group le 27 novembre 2014, ces deux fonctions sont dissociées et Patrick Drahi exerce dès lors, les fonctions de Président du conseil d’administration, pour une durée correspondant à celle de son mandat d’administrateur. La Direction générale de la Société est restée confiée à Éric Denoyer. En septembre 2015, Michel Combes est nommé Président en remplacement de Patrick Drahi, démissionnaire de son mandat d’administrateur et Éric Denoyer continue à exercer ses fonctions de Directeur général de la Société. Éric Denoyer démissionne le 7 janvier 2016 et est remplacé à titre provisoire par Michel Combes, lequel exerce les fonctions de Directeur général jusqu’à la prise de fonctions effective de Michel Paulin prévue pour avril 2016. Ce dernier est nommé lors du conseil d’administration du 11 mars 2016. Éric Denoyer exerce les fonctions de conseiller du Président jusqu’au 7 juillet 2016. Il est par ailleurs, administrateur de la Société en remplacement de Dexter Goei.

### Dirigeants

#### Président de SFR
- De 2002 à mars 2012 : Frank Esser
- De mars à juin 2012 : Jean-Bernard Lévy[79]
- De juin 2012 à août 2013 : Stéphane Roussel[80]
- D’août 2013 à octobre 2014 : Jean-Yves Charlier[81]
- D'octobre 2024 à mars 2016 : Éric Denoyer[82]
- De mars 2016 à septembre 2017 : Michel Paulin[82]
- De septembre 2017 à novembre 2017 : Michel Combes[82]
- De novembre 2017 à juin 2021 : Alain Weill[83]
- De juillet 2021 à août 2022 : Grégory Rabuel[84]
- Depuis août 2022 : Mathieu Cocq[85]

#### PDG de Altice France
- De novembre 2014 à janvier 2016 : Éric Denoyer
- De janvier 2016 à novembre 2017 : Michel Combes[86]
- De novembre 2017 à juillet 2021: Alain Weill
- De juillet 2021 à août 2022 : Grégory Rabuel
- Depuis août 2022 : Arthur Dreyfuss[87]

#### DG Délégué de SFR Télécom
- De mai 2016 au 11 septembre 2017 : Michel Paulin[88]
- Depuis septembre 2017 : Armando Pereira

### Capital
À l'origine, le groupe SFR-Cegetel comprend un actionnariat multiple : le groupe Compagnie générale des eaux / CGE, puis VivendiTelecom / Bolloré, Vodafone, Mannesmann, SBC Communication et BT Group / British Telecom. À cette période l'actionnaire de référence du groupe SFR Cegetel est Vivendi Telecom. Le comité exécutif est composé de Philippe Germond (président), Abdesslam Aizoun, Bruno Curis, Jérome Duval-Hamel et Pierre Trotot. En 2003, Vivendi acquiert 55,8 % du capital de SFR et Vodafone conserve 43,9 % ; le groupe SFR-Cegetel devient dès lors, une filiale de Vivendi et représente plus de 60 % des revenus du groupe. Cet actionnariat est stable avec ses deux grands actionnaires durant quelques années. En avril 2011, Vivendi annonce racheter les parts de Vodafone pour 7,75 milliards d'euros et la transaction est réalisée le 16 juin 2011. En 2015, le groupe fait partie intégralement de l'entité Numericable-SFR. Le 27 avril 2016, le groupe se diversifie dans les contenus et la vente d'espace publicitaire et donne naissance à SFR Group.

### Siège du groupe et «Campus SFR»
Le siège social du groupe est situé jusqu'en décembre 2013 dans la Tour SFR, à la Défense. Depuis la prise de contrôle par Numéricable, il est fixé au 1, square Béla-Bartók dans le 15e arrondissement de Paris. Les quelque 4 000 collaborateurs des sites de la Défense, Boulogne-Billancourt et de Paris Cambray s'installent sur le « Campus SFR », au 12, rue Jean-Philippe Rameau à Saint-Denis, en Seine-Saint-Denis. En 2017, le groupe annonce la fermeture du Campus SFR à Saint-Denis et prépare son déménagement en 2018, vers le nouveau « Campus Altice-SFR », à proximité de l'Hexagone Balard, dans le 15e arrondissement de Paris,.

## Filiales et participations
Principales filiales :
- Société réunionnaise du radiotéléphone (SRR) ou SFR Réunion, 100,00 % : filiale de l’opérateur sur l'île de La Réunion
- Société mahoraise du radiotéléphone, 100,00 % : filiale de l’opérateur à Mayotte
- Compagnie d’Investissements Diversifiés (CID), 40,00 % SFR et 60,00 % Somart : Gestion et prise de participation dans des sociétés actives dans le secteur des télécommunications. Holding de Futur Télécom (100,00 %), de Simplicime ex Simpleo-Debitel (100,00 %), distributeur SFR dans ses boutiques en France et de Cinq sur cinq « 5sur5 » (100,00 %).
- Guet@li haut débit, 100,00 % : fournisseur d’accès Internet dans l’île de La Réunion destiné aux professionnels.
- SFR Service Client, 99,96 % : gestion des services clients et centres d’appel SFR.
- Société du haut débit (SHD), 100 % : Société qui a obtenu de l’Arcep des licences WiMAX. Elle déploie cette technologie sur les 2 régions où elle a obtenu ces licences : en Île-de-France et en Provence-Alpes-Côte d'Azur. Depuis la prise de contrôle à 100 % de Neuf-Cegetel par SFR, la SHD est contrôlée à 100 % par le groupe SFR.
- Ancienne filiale réintégrée à SFR :
  - SFR Systèmes d’information : 99,98 % (janvier 2007)
- Autres filiales à participation majoritaire :
  - SFR 9 - Participation : 99,81 %
  - Société de télécommunication à réseau virtuel : 99,81 %
  - SFR 8 : 99,77 %
  - SFR 7 : 99,73 %

Le groupe développe également des projets comme Wengo destiné à concurrencer Skype ou encore lBeautifulphone, devenu Twin, offre de téléphonie mobile basée sur un téléphone unique hybride GSM/Wi-Fi. En avril 2008, après le rachat des parts du groupe Louis-Dreyfus, SFR devient l'actionnaire majoritaire de Neuf Cegetel. Le 15 avril 2008, le ministère à Bercy donne son accord et a validé le rachat de Neuf Cegetel par SFR. Cet événement entraîne la démission des trois administrateurs du groupe Louis-Dreyfus dont celle du PDG Jacques Veyrat, remplacé par l'ex PDG de SFR, Frank Esser. SFR lance en mai 2008, une OPA simplifiée sur le flottant en Bourse de Neuf Cegetel en vue d'obtenir la totalité des actions de cette dernière. SFR détient environ 80 % des parts de Neuf Cegetel et souhaite se présenter comme le principal concurrent d'Orange. À l'issue de l'OPA, SFR devient propriétaire à plus de 95 %, de Neuf Cegetel. Le capital flottant de l'opérateur, 20,13 % des parts sociales est racheté par SFR, via une OPA organisée entre le 19 mai 2008 et le 13 juin 2008, au tarif de 35,90 euros par action, avec le coupon 2007 détaché ou 36,50 euros avec le dividende mis en paiement le 2 mai 2008. À l'issue de cette OPA, le nouvel ensemble SFR + Neuf Cegetel est censé valoir 12 milliards d'euros de chiffre d'affaires, devenant le premier opérateur alternatif des acteurs historiques, en Europe.

### Participations
- 100 % : AOL France SNC
- 100 % : Club Internet (T-Online France)[93]
- 100 % : LDCollectivités
- 100 % : Fibres Optiques Défense (FOD);
- 100 % : AMSE[94]
- 100 % : Médiafibre
- 100 % : Erenis
- 100 % : OzoneParis
- 100 % : Tradingcom
- 100 % : Jet Multimédia France
- 67 % : Wengo
- 100 % : Efixo
- 100 % : Numergy
- 25 % : Irisé
- 49 % : La Poste Mobile

### Autres raisons sociales liées historiquement à SFR
- Siris + Unisource
- 9Telecom (Reseau & Entreprise)
- Télécom Développement
- LDCom + LDcable
- Firstmark
- Fortel
- Kaptech + Worldnet
- Belgacom France
- Kertel (partiellement)
- Ventelo
- Compuserve France (via AOL)
- Joe Mobile

## Identité visuelle (logo)

Ancien logo de SFR du 18 novembre 1987 à 1992.
Ancien logo de SFR de 1992 au 4 septembre 1994.
Ancien logo de SFR du 5 septembre 1994 au 30 août 1999.
Ancien logo de SFR du 31 août 1999 au 5 octobre 2008.
Ancien logo de SFR du 6 octobre 2008 au 16 mars 2014.
Ancien logo de SFR du 17 mars 2014 au 18 octobre 2022.
Logo actuel de SFR depuis le 19 octobre 2022.
Deuxième version du deuxième logo de SFR accompagné de la mention by Altice (« par Altice »).

### Slogans
- Du 18 novembre 1987 à 1990 : « Parce qu'un abonné SFR n'est pas qu'un simple numéro. »
- De 1990 au 4 septembre 1994 : « Ligne SFR, le téléphone liberté. »
- Du 5 septembre 1994 au 30 août 1999 : « SFR, le monde sans fil est à vous. »
- Du 31 août 1999 au 19 mars 2000 : « Vous n'avez pas fini d'être LIBRE. »
- Du 20 mars 2000 au 14 janvier 2001 : « SFR, le meilleur réseau »
- Du 15 janvier 2001 au 5 février 2003 : « Vous serez toujours plus qu'un simple numéro. »
- Du 6 février au 28 mai 2003 : « Plus de plaisir à échanger »
- Du 29 mai 2003 au 11 juin 2004 : « Plus de plaisir »
- Du 12 juin 2004 au 15 février 2007 : « Parlons mieux, parlons mobile. »
- Du 16 février 2007 au 5 octobre 2008 : « Vivons mobile »
- Du 6 octobre 2008 au 31 octobre 2010 : « SFR, et le monde est à vous. »
- Du 1er novembre 2010 au 16 mars 2014 : « Carrément vous. »
- Du 17 mars 2014 au 9 mai 2015 : « Smart comme vous. »
- Du 10 mai 2015 à octobre 2016 : « SFR, et tout s'accélère. »
- De octobre 2016 au 13 juin 2018 : « Avec SFR ? On peut tout faire ! »
- Du 14 juin 2018 au 18 octobre 2022 : « SFR, enjoy »
- Du 19 octobre 2022 au 24 mai 2025 : « Soyez vous »
- Depuis le 25 mai 2025 : « On s'engage pour vous »

## Activité de lobbying

### Auprès de l'Assemblée nationale
SFR est inscrit comme représentant d'intérêts auprès de l'Assemblée nationale. L'entreprise déclare à ce titre que pour l'année 2013, les coûts annuels liés aux activités directes de représentation d'intérêts auprès du Parlement sont compris entre 250 000 et 300 000 euros.

### Auprès des institutions de l'Union européenne
SFR est inscrit depuis 2009 au registre de transparence des représentants d'intérêts auprès de la Commission européenne. Il déclare en 2014 pour cette activité 1 collaborateur à temps plein et des dépenses d'un montant compris entre 25 000 et 50 000 euros.

## Affaires judiciaires et sanctions administratives
Le 1er décembre 2005, l'opérateur SFR est condamné par le Conseil de la concurrence à une amende de 220 millions d'euros dans l'affaire de l'entente entre trois opérateurs de téléphonie mobile en France. Le 3 mars 2006, sur plainte de l'association de consommateurs UFC - Que Choisir, le tribunal de Nanterre condamne en première instance, la société Neuf Télécom pour diverses clauses illicites et abusives contenues dans ses conditions générales. Le jugement est notamment publié sur le site de Neuf Télécom, durant un mois (juin 2010). Le 29 janvier 2008, le Tribunal de Grande Instance de Paris prononce la nullité de la marque TEXTO et « Texto, Dites le en toutes lettres, dites le texto » pour défaut de distinctivité. À l’automne 2008, deux arrêts de Cours d’Appel condamnent l'opérateur pour ses pratiques envers ses boutiques, suivants d’autres arrêts du même type les mois précédents. Certains avocats experts estiment que SFR « est allé chercher des gens pour qu’ils montent des boutiques à la fin des années 1990 […] tout en leur cachant qu’il était en train de monter son propre réseau » et les abandonneraient ou leur imposerait des modifications substantielles de leur contrat. De surcroît, selon les même sources, SFR « utiliserait le faux statut de gérant de société (franchise) pour imposer à ces patrons des contraintes supérieures au salariat mais sans les avantages ». En 2011, la Cour de Cassation et la 6e Chambre sociale de la Cour d'appel de Versailles jugent que les distributeurs « Espaces SFR » étaient des « salariés » de SFR ; et qu'un « salarié » d'un distributeur SFR était lui aussi « salarié » de SFR. SFR et sa filiale réunionnaise SRR sont condamnées le 13 juin 2014, à une sanction de 45,6 millions d'euros par l'autorité de la concurrence française, à cause d'une différenciation tarifaire concernant les appels téléphoniques sur les réseaux SFR. SFR est condamnée le 8 octobre 2020 par la cour d'appel de Paris pour avoir commercialisé plusieurs offres utilisant le mot fibre dont la terminaison au domicile est en réalité en câble coaxial et non en fibre optique.

### Menaces contre ses fournisseurs
À la suite du rachat de l'entrprepise par Patrick Drahi, SFR adresse entre la fin de l'année 2014 et le début 2015, plusieurs demandes drastiques de réduction de tarifs, à plus de 500 de ses fournisseurs, avec pour message « Nous sollicitons de votre part une remise de 30 %. Nous vous demandons de nous confirmer ce niveau d’ici ce soir, de sorte à vous adresser les commandes ». Bien que la formulation laisse supposer qu'il s'agit de la conclusion d'une négociation, cette demande intervient bien après la signature des contrats, en suspendant ou retardant en parallèle le paiement des factures dues, une pratique qui est illégale. Une centaine de fournisseurs contactés sont contraints de baisser leur tarif, soit ont rompu leur contrat. L'entreprise est jugé coupable à la suite de dizaines de condamnations, notamment vis-à-vis de grands comptes tels que SNCF ou Capgemini. Bercy constate en 2015 que 63 % des factures sont réglées au-delà du délai légal, cumulant un total de 225 millions d’euros. En 2017, la DGCCRF condamne sur cette même infraction SFR à 3,7 millions d’euros d'amende, soit presque le montant maximum prévu par la loi, égal à 4 millions d’euros. Bercy exige aussi l’amende maximale prévue par la loi, soit 2 millions d’euros, qualifiant cette opération d'« une rare brutalité [avec des demandes] comminatoires, accompagnées de menaces ». L’entreprise continue ces pratiques, puisque le 26 décembre 2022, la DGCCRF publie une nouvelle amende d'un million d'euros pour plusieurs retards majeurs concernant le paiement des factures de ses fournisseurs, commis pendant une période précédant la situation d'urgence sanitaire liée à la pandémie de Covid-19.

## Restructuration complexe depuis 2014

### Technique
Depuis le rachat par Patrick Drahi du 7 avril 2014 à travers le groupe Altice à Vivendi, la société, déjà en situation de faiblesse au regard des services techniques, n'est pas en mesure d'investir dans l'entretien de ses réseaux de télécommunication. Concernant la gamme box ADSL (service Internet), l'Arcep (Autorité de régulation des télécoms) quant au nombre de pannes des nouvelles lignes, classe SFR « bon dernier en débit », avec 16 Mbit/s (sur ligne courte et mire proche) contre 21 Mbit/s pour Bouygues, son principal concurrent.
Pour la téléphonie mobile, l'Arcep évalue sur une base 100, correspondant à la moyenne du secteur, et dégrade la note de SFR, passant de 93 à 78 entre 2014 et 2015. Durant les neuf mois qui ont précédé la vente devant être effective en novembre 2014, la maison-mère Vivendi et son groupement d'actionnaires ont réduit ses investissements de 10 % pour la qualité des services (entretiens des réseaux 3G et 4G). Toutefois, un choix stratégique est entrepris à la reprise du groupe SFR, acceptant de supporter le risque de geler ses investissements, au profit de ses marges et revenus ainsi que pour provoquer la satisfaction des actionnaires actuels. La qualité des réseaux exige des adaptations régulières au besoin du trafic dont l'augmentation de capacité d’absorption de la hausse du trafic Internet mobile, la construction de nouveaux sites pour l’amélioration de la couverture Internet. Cette maintenance accuse les limites de cette stratégie plus ou moins adaptée de « cost-killing ». La réduction des couts aurait entrainé une économie de 10 à 15 % sur les infrastructures, par la mise sous pression des sous-traitants, un choix déterminant dans cette baisse de la qualité et de performance des réseaux. L'Arcep conclut que « SFR a désormais le plus petit réseau très haut débit du marché, avec seulement 39 % de la population couverte » en propre, hors location des antennes Bouygues Telecom par accord de mutualisation.
En février 2016, le régulateur met SFR et Bouygues Telecom en demeure par anticipation, obligeant les deux opérateurs liés par accord, à exécuter de combler leur retard dans le déploiement de la 4G via les 800 MHz, notamment dans les communes rurales. Et en ce qui concerne la qualité du réseau 2G, l'Arcep rappelle en mai 2016 que « les opérateurs sont conjointement tenus d'apporter grâce à un réseau mutualisé et moyennant un financement public, une couverture de base dans un certain nombre de centres-bourgs qui ont été identifiés par l'État comme absolument non couverts ».

### Commerciale
Au premier semestre 2016, le régulateur des données CNIL ainsi que la Direction départementale de la protection des populations (DDPP) enregistrent plusieurs plaintes de la part de clients SFR. Plusieurs forums font état d'un démarchage téléphonique « agressif » de la part des services commerciaux de l'opérateur. L'opérateur SFR nie son implication dans ces démarchages « ping-call ». Cependant, dans sa publication annuelle du 30 mars 2016 et pour la deuxième année consécutive, l'Observatoire de l'Afutt, sacre en 2016 SFR comme le « champion de l’insatisfaction client », tant sur mobile que sur l’Internet fixe. En 2018, l'AFUTT signale que SFR arrive en tête du nombre de plaintes pour la seconde année consécutive ; les réclamations portent sur les services de télévision, téléphonie et internet. En décembre 2017, l'association Union fédérale des consommateurs - Que Choisir attribue son cactus d'Or à SFR pour exploiter le pire service consommateur de France : hotline inefficace, pannes interminables, réengagements forcés, résiliations rendues complexes ainsi que des hausses de tarif réalisées en plein été…. Dès lors, 38 % des clients de SFR se disent insatisfaits des prestations, selon une consultation menée par 60 Millions, contre 12 % chez Orange et 7 % chez Free. En octobre 2018, le service de presse en ligne d'information politique et générale Les Jours publie un article révélant que des salariés de l'opérateur ont reçu une lettre d’entretien préalable au licenciement, avec mise à pied immédiate, après avoir indiqué à des clients mystères des démarches permettant de résilier un abonnement chez SFR,,. En Avril 2024, le gendarme des Télécoms Arcep publie un rapport sur la satisfaction client. SFR obtient 7,4/10. Bouygues 7,7/10. Free et Orange sont notés 8,0/10.

### En interne
Une délocalisation massive de la plateforme des appels entrants/sortants (centres d'appel « 1023 ») au Maghreb (Maroc et Tunisie) débute en 2008. Certains depuis dénoncent une dégradation du service client accrue et de lien causalité, une vague de résiliations enregistrée depuis,. En 2015, une autre délocalisation [Quand ?] , cette fois organisée au Portugal, toujours dans cette stratégie de réduction des coûts malgré la baisse de 30 % de ses tarifs via les prestataires Arvato et Acticall avec qui SFR prévoit de rompre l'ensemble de ses contrats en 2017, débouche sur un appel à la mobilisation des salariés, le 11 juin 2015. Le syndicat CGT, à l'origine de cet appel à la mobilisation, s'inquiète des pertes d'emplois en France, au profit d'une masse salariale « bon marché » au Portugal et également à Madagascar. En avril 2016, les fédérations CGT des télécommunications (FAPT) protestent toujours contre ce projet de délocalisation, menaçant quelque 3000 emplois. Un appel à la grève est lancé le 9 avril 2016, notamment en lien avec la contestation du projet de loi Travail. Le 31 mai 2016, une nouvelle affaire portant sur des employés d'une boutique SFR, ici dans les Hauts-de-Seine à Antony, est dénoncée sur les réseaux sociaux. La LICRA interpelle SFR sur des propos sexistes et antisémites de deux de ses salariés à l'encontre de clients. La vidéo circulant en direct sur le réseau Périscope (YouTube) est supprimée. Les deux responsables de cette affaire font l'objet d'une mise à pied, en vue de leur entretien de licenciement. Les deux salariés encourent jusqu'à 45 000 euros d’amende et un an de prison pour provocation à la discrimination en raison de la religion et provocation à la haine ou à la violence en raison du sexe.
En juin 2016, Patrick Drahi remet en cause la promesse de sauvegarder les emplois pour une durée de 3 ans signée en 2014 et se plaint de ne pas être concurrentiel, en argumentant que ses concurrents auraient eux-mêmes licencié. Dans la foulée, SFR annonce la suppression de 5 000 postes, soit plus d'un tiers des effectifs globaux. En 2021, dans son plan stratégique, l'entreprise annonce la suppression de 1700 emplois supplémentaires.
En 2025, le poids de la dette devient difficile à supporter ; les créanciers réclament le remboursement immédiat de leurs prêts. Un accord est trouvé et consiste à les payer avec des actions de l'entreprise. Cependant, cela n'empêche pas l'opérateur d'être placé sous procédure de sauvegarde accélérée, étant donné les difficultés économiques liées à un contexte telecom très concurrentiel.